# Копнино (Московская область)
Ко́пнино — деревня в составе городского поселение Раменское Московской области. Население — 193 чел. (2010).

## Название
Название, предположительно, происходит от фамилии боярина радонежского князя Василия Борисовича Копнина, владевшего деревней в XV веке.

## География
Деревня Копнино расположена в северной части Раменского района, примерно в 13 км к северо-западу от города Раменское. Высота над уровнем моря 130 м. Находится при впадении реки Малиновки в реку Вьюнку. В деревне 9 улиц. Ближайший населённый пункт — село Зюзино.

## История
Впервые деревня упоминается в писцовых книгах 1623—1624 годов писца боярина Семёна Колтовского и подьячего Анисима Ильина под названием Копнинино в составе Каменского стана Московского уезда, как вотчина московского Воскресенского Высоцкого монастыря, располагавшегося на Тверской улице. Из той же писцовой книги можно узнать, что местность вокруг деревни была заселена и ранее, так в составе объединённой монастырской вотчины помимо деревни Копнинино (имевшей по предыдущей, не сохранившейся переписи конца XVI века, статус сельца) показаны располагавшиеся непосредственно вокруг неё деревни Ерёмино (Логвиново и Горбуново тож) и Репнино (Репнёво тож), а также опустевшие с момента предыдущей переписи деревни Борисково, Василёво (Новинки и Паньино тож), Меленки (Алпутово тож), Чешково и Юрино. В объединённой монастырской вотчине показано четыре крестьянских двора, из них в самом Копнино жилой двор один.
В переписной книге 1646 года Копнино снова обозначено как сельцо, в нём и в соседней с ним деревней Репнёво (Репнино тож) показано восемь жилых дворов, в самом сельце Копнино — жилых дворов три. Деревня Ерёмино (Логвиново и Горбуново тож), расположенная на другом берегу реки Вьюнки, к тому времени также обратилось в пустошь, а населявшие её крестьяне перебрались в Копнино. Переписная книга упоминает о 16 взрослых (по меркам XVII века — старше 14 лет) жителях Копнино мужского пола.
К 1677 году в сельце Копнино было семь дворов (шесть крестьянских и один бобыльской). Соседняя деревня Репнёво (Репнино тож) к тому моменту также оказалась покинутой, а все её жители также переселились в Копнино. Всего в сельце перепись зафиксировала 25 жителей мужского пола.
С момента первого упоминания и до момента секуляризации монастырских владений императрицей Екатериной II принадлежала Московскому Воскресенскому Высоцкому монастырю, который в свою очередь с 1651 года был приписан к Звенигородскому Саввино-Сторожевскому монастырю, обратившего московский монастырь в своё подворье.
В 1926 году деревня являлась центром Копнинского сельсовета Васильевской волости Богородского уезда Московской губернии.
С 1929 года — населённый пункт в составе Реутовского района Московского округа Московской области. 20 мая 1930 года деревня передана в Ухтомский район. С 1960 года в составе Раменского района.
До муниципальной реформы 2006 года Копнино входило в состав Вялковского сельского округа Раменского района.

## Население
| 1926 | 2002 | 2010 |
| ---- | ---- | ---- |
| 248  | ↘116 | ↗193 |

В 1926 году в деревне проживало 248 человек (125 мужчин, 123 женщины), насчитывалось 54 хозяйства, из которых 53 было крестьянских. По переписи 2002 года — 116 человек (58 мужчин, 58 женщин).